# Lin (Lüliang)
Lin (chinesisch 临县, Pinyin Lín Xiàn) ist ein chinesischer Kreis der bezirksfreien Stadt Lüliang im mittleren Westen der Provinz Shanxi. Er hat eine Fläche von 2.978 km² und zählt 394.713 Einwohner (Stand: Zensus 2020). Sein Hauptort ist die Großgemeinde Linquan (临泉镇).
Der Yiju-Tempel (Yiju si 义居寺), der Shanqing-Tempel (Shanqing si 善庆寺) und die traditionelle Architektur von Qikou (Qikou gu jianzhuqun 碛口古建筑群) stehen auf Liste der Denkmäler der Volksrepublik China.